# Quist pilonidal
Un quist pilonidal és un tipus d'infecció de la pell que sol produir-se com un quist en el pleg de les natges i sovint a l'extrem superior. Els símptomes poden incloure dolor, inflor i enrogiment. També pot haver-hi drenatge de líquid, però poques vegades febre.
Els factors de risc inclouen obesitat, antecedents familiars, asseguda perllongada, més quantitat de pel i poc exercici. Es creu que el mecanisme subjacent implica un procés mecànic. Les lesions poden contenir restes de pèl i pell. El diagnòstic es basa en els símptomes i l'examen.
Si hi ha infecció, el tractament es fa generalment per incisió i drenatge just a la línia mitjana. Afaitar la zona pot evitar que es repeteixi. Pot ser necessària una cirurgia més extensa si es repeteix. Els antibiòtics no solen ser necessaris. Sense tractament, el quist pot durar molt.
Al voltant de 3 per cada 10.000 persones a l'any es veuen afectades, i es produeix amb més freqüència en homes que en dones. Els adults joves són els més afectats. El terme "pilonidal" significa "niu de cabell". Es va descriure per primera vegada el 1833.